# Relations entre la Bulgarie et le Danemark
Les relations entre la Bulgarie et le Danemark sont amicales. La Bulgarie dispose d'une ambassade à Copenhague et de deux consulats honoraires à Hellerup et Silkeborg. Quant au Danemark, il dispose d'une ambassade à Sofia. Les deux pays sont des membres à part entière de l'Organisation du traité de l'Atlantique nord et de l'Union européenne.

## Visites de lafamille royale danoiseenBulgarie
- Margrethe II de Danemark et Henri de Laborde de Monpezat : du 17 au 19 octobre 2000 à Sofia, Plovdiv et au monastère de Rila
- Frederik de Danemark et Mary Donaldson : du 15 au 17 septembre 2008 à Sofia et Plovdiv